# Fassina de Can Guineu
La Fassina de Can Guineu és un conjunt d'edificacions i cellers vinícoles a Sant Sadurní d'Anoia. Van ser construïdes el segle xix per la família Mir i Porta per a l'elaboració de vi i aiguardent.
Destaca, entre les diferents construccions, l'anomenada Fassina que dona nom al conjunt arquitectònic i que és una nau amb tres arcs de pedra de mig punt que recolzen una coberta a dues aigües. Les importants dimensions i el fet que estigués oberta a l'exterior per la façana principal són fidel reflex de la raó per la qual va ser bastida; havia d'allotjar un aparell per destil·lació de vi per l'elaboració d'aiguardent.
La finca de la qual formava part la Fassina era l'anomenada "Can Guineu", situada també a la vila de Sant Sadurní d'Anoia. Can Guineu ha estat durant alguns segles la propietat agrícola més important de la vila i ha estat clau en el desenvolupament econòmic del municipi des del segle xv fins al XIX. Als anys cinquanta es va deturar la seva activitat vitivinícola entre altres raons perquè l'últim descendent baró va morir l'any 1952.

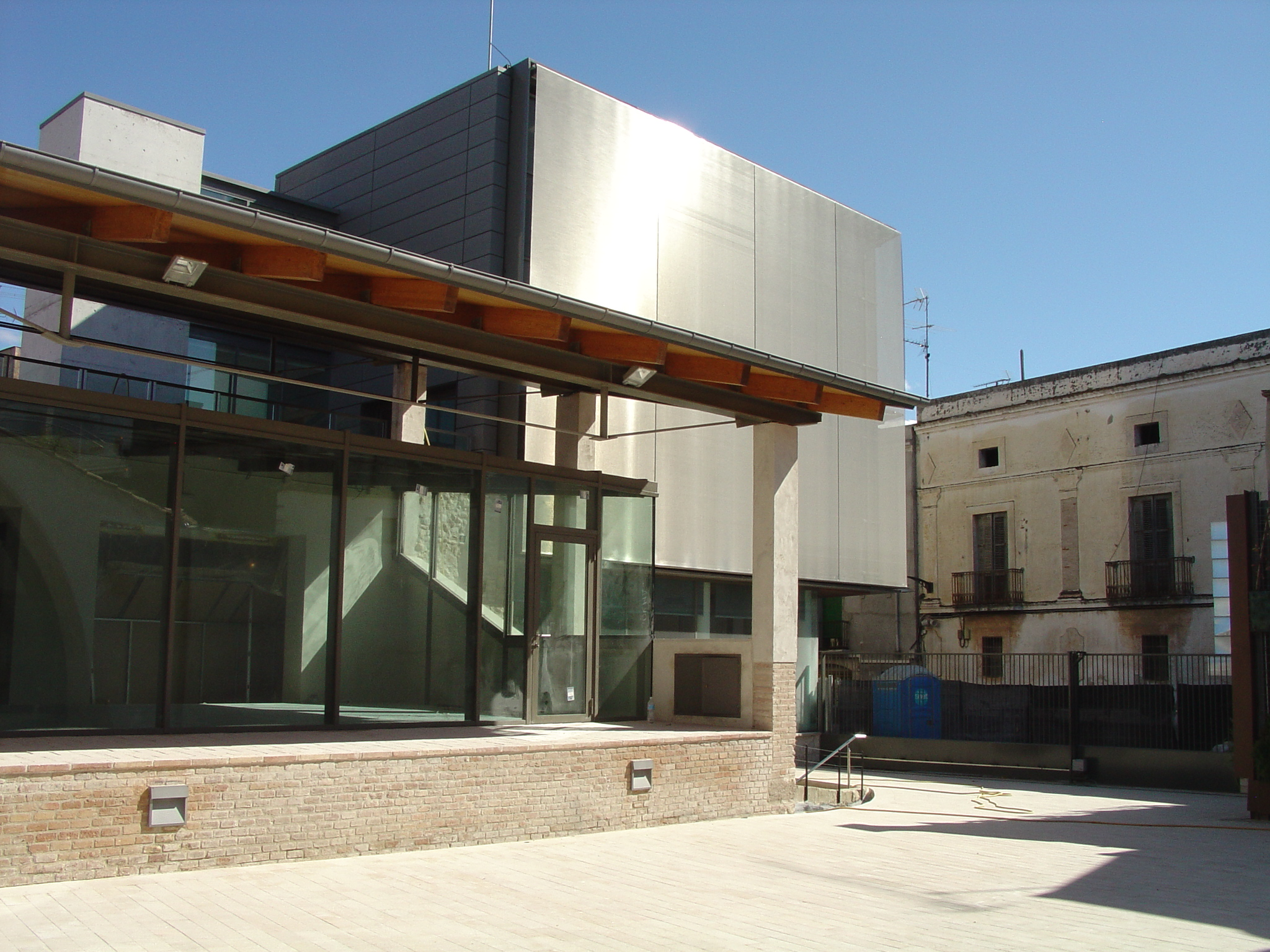
Moll on es descarregava el raïm per ser premsat

El 2003, l'ajuntament de la vila va comprar aquest conjunt patrimonial que engloba les construccions agrícoles de la finca situades a l'altra banda del c/Hospital i que donen també al carrer Sant Pere de la població. Les construccions més antigues (1814) estaven formades per la sala de la Fassina i la zona de porxos amb cups per vi i oli. Les construccions de més volum, construïdes cap a mitjans del XIX estaven formades per un celler utilitzat per envelliment de vins i una cava soterrada. Disposa també d'altres espais secundaris com una sala amb premses hidràuliques de començament del segle XX i un moll de descàrrega de raïm cobert on s'ubicava una despalilladora centrífuga i una sèrie de patis que totalitzen la resta dels 1827 m2 de superfície.
| «                                                                                              | La façana del carrer Sant Pere disposa de 3 espitlleres. Les peces de totxo manual que les formen estan inserides en el mur de tapia de pedra. La seva composició, sense cap relació geomètrica amb l'estructura de l'edifici i pel tipus de material utilitzat (totxo massís) fan pensar que aquests elements formaven part de la muralla Carlina, utilitzada com a element defensiu davant els atacs dels carlins durant els anys 1873 i 1874. | » |
| — Salvador Llorac i Santis, Separata del programa de fires i festes 2004, Sant Sadurní d'Anoia | |   |

| « | Dels estudis històrics i intervencions de millora realitzades, queda clara la importància històrica d'aquest conjunt patrimonial en l'evolució dels tipus d'estructures agràries i formes de producció que s'utilitzen al Penedès. Tanmateix, pel gran nombre de testimonis verbals i pels escrits conservats queda palès el pes d'aquesta herència arquitectònica i el seu paper en la memòria col·lectiva de la vila. | » |
| — Ozcáriz-Lindstrom Arquitectes, Pla Especial per la Fassina de Can Guineu, Ajuntament Sant Sadurní d'Anoia. | |   |

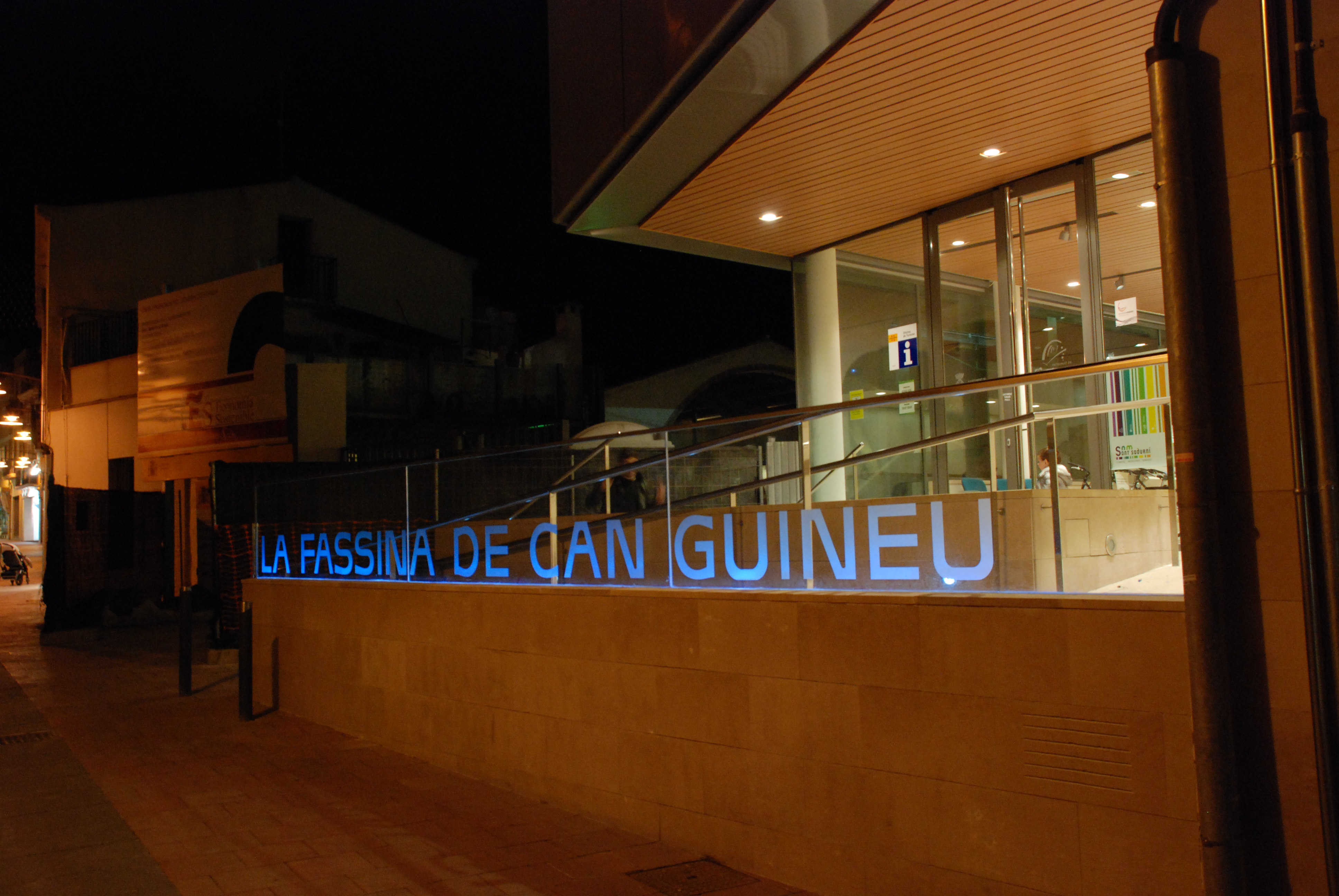
Entrada a l'oficina de turisme

Des del 10 de juny del 2010 alberga l'Oficina de Turisme i el Centre d'Interpretació del Cava, a més de ser la seu del Patronat de Turisme de Sant Sadurní d'Anoia.